# The Sorcerer's Hat

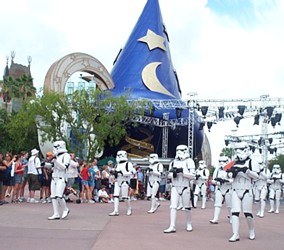
Het Star Wars Weekend in de omgeving van The Sorcerer's Hat

The Sorcerer's Hat (Nederlands: De Tovenaarshoed) is het icoon van het Amerikaanse attractiepark Disney's Hollywood Studios en heeft de Earful Tower als symbool van het park vervangen. De Earful Tower is echter nog wel in het park te vinden.
The Sorcerer's Hat is een blauwe tovenaarshoed met daarop witte sterren en een maan. Onder de hoed komt de hand van Mickey Mouse vandaan, die de hoed optilt en naast de hoed staan twee grote ringen die zich als oren voor moeten doen.

## Geschiedenis
The Sorcerer's Hat werd opgeleverd op 28 september 2001 vlak vóór de replica van Grauman's Chinese Theatre, vanwege de 100 Years of Magic-verjaardag die gevierd werd in het Walt Disney World Resort. De constructie was gebaseerd op de hoed van tovenaarsleerling Mickey uit de film Fantasia. Onder de hoed werden enkele interactieve kiosken geplaatst, die in 2003 weer werden verwijderd, omdat het verjaardagsevenement inmiddels weer afgelopen was. Sindsdien wordt de hoed gebruikt als overkapping voor enkele kraampjes en optredens.
Op 20 mei 2011 werd The Sorcerer's Hat gebruikt voor de heropening van de attractie Star Tours: The Adventures Continue.
Walt Disney World Resort · Earful Tower · The Sorcerer's Hat · afbeeldingen